# Großweitzschen
Großweitzschen é um município da Alemanha, situado no distrito de  Mittelsachsen, no estado da Saxônia. Tem 44,52 km² de área, e sua população em 2019 foi estimada em 2.741 habitantes.